# Brohlbach
O Brohlbach pouco antes de sua foz
Brohlbach é um rio da Renânia-Palatinado, na Alemanha. É um tributário esquerdo do Reno em Brohl-Lützing.  O vale do Brohlbach é chamado Brohltal (vale do Brohl), não Brohlbachtal (vale do Brohlbach).